# نارنجی بین‌المللی
نارنجی بین‌المللی (مهندسی) #BA160C
نارنجی بین‌المللی (پل گلدن گیت)#C0362C
نارنجی بین‌المللی (هوافضا) #FF4F00

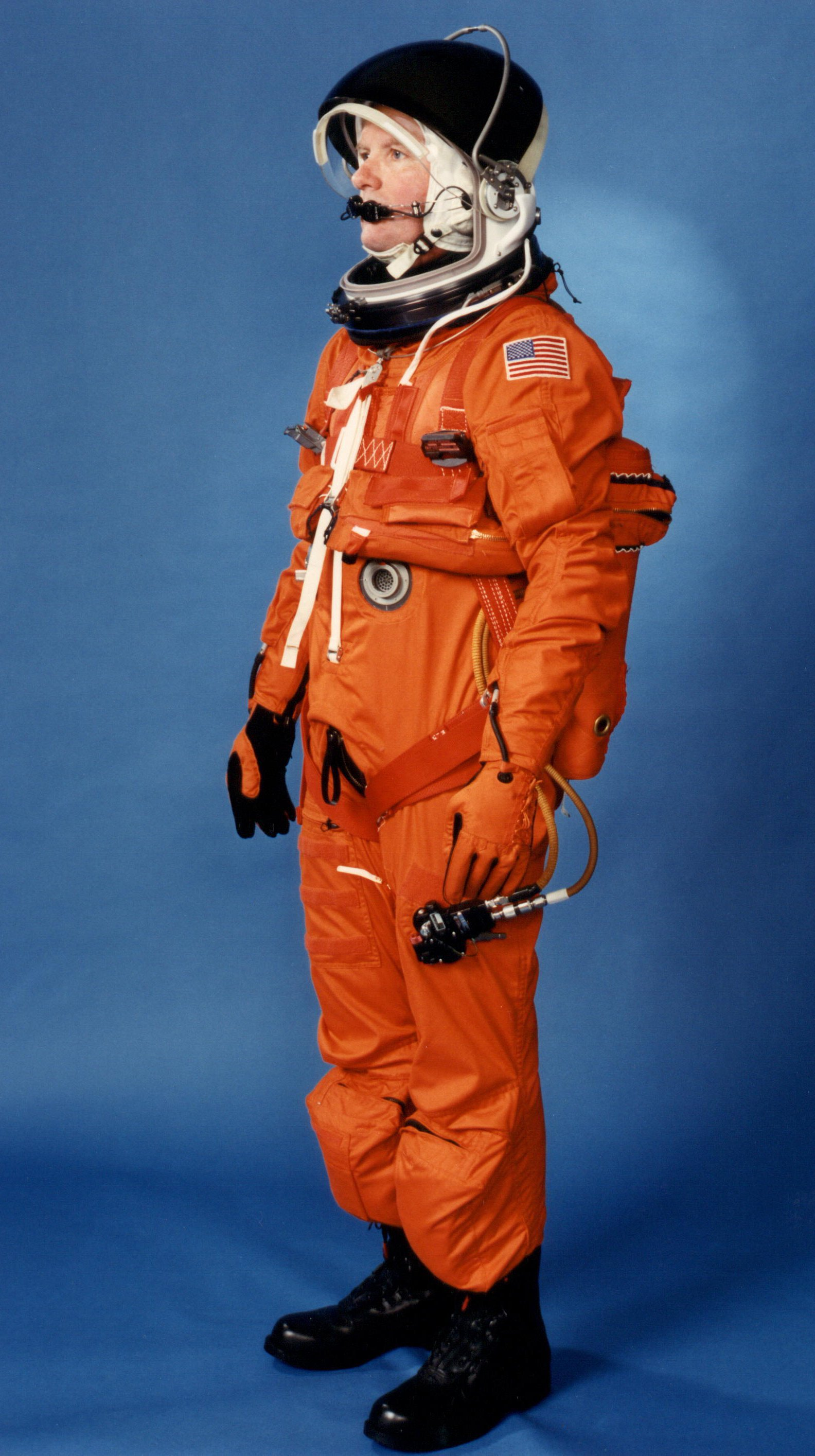
لباس ورودی پرتاب ناسا که توسط فضانوردان شاتل فضایی هنگام پرتاب و ورود مجدد پوشیده می‌شود.

نارنجی بین‌المللی رنگی است که در صنعت هوافضا به کار می‌رود تا اشیا را از محیط اطراف متمایز کند. این رنگ شبیه نارنجی ایمنی است اما از آن سرخ‌تر است.